# Land Czersk

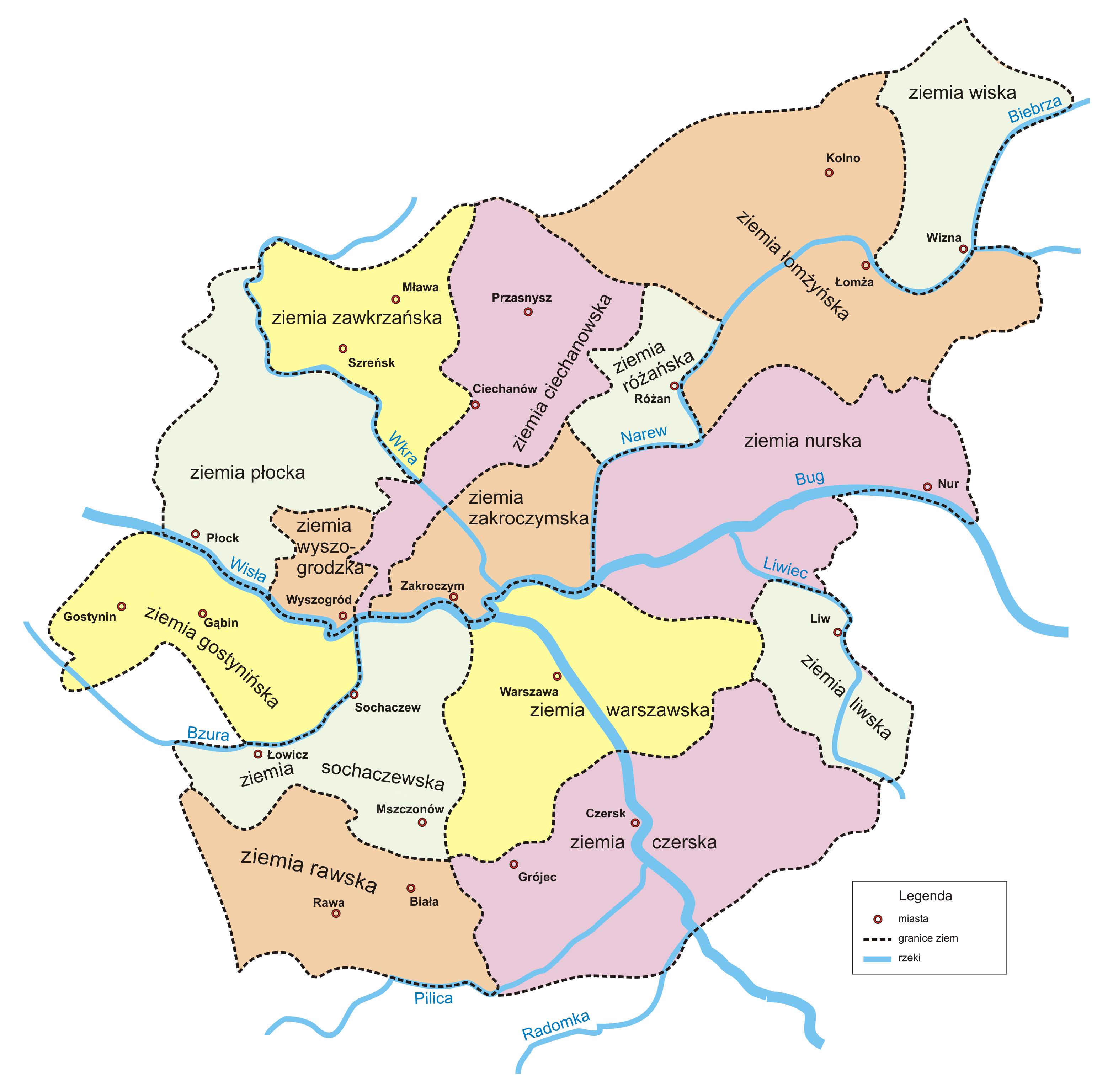
Land Czersk im Süden von Masowien

Das Land Czersk (polnisch: Ziemia czerska) ist eine polnische Landschaft in Masowien. Es schließt südlich des Warschauer Landes an und umfasst etwa den südlichen Teil der heutigen Woiwodschaft Masowien. Westlich liegt das Land Rawa und östlich das Liwer Land. Im Südosten grenzt es an das historische Kleinpolen. Der Name leitet sich von der Stadt Czersk ab. Größte Stadt ist heute Otwock, das bereits zum Speckgürtel um Warschau gehört. Grójec und Warka waren im Mittelalter neben Czersk die wichtigsten Zentren der Region.

## Geschichte
Das Herzogtum Czersk wurde 1247 aus dem Herzogtum Masowien ausgegliedert, bis es als erledigtes Lehen 1526 an das Königreich Polen gelangte, wo es bis 1795 als Teil der Woiwodschaft Masowien im Rahmen der Provinz Großpolen funktionierte. Nach der Zweiten Polnischen Teilung kam der Westen zum Königreich Preußen (Neuostpreußen) und der Osten zu Österreich (Westgalizien), 1807/1809 kurzzeitig zum Herzogtum Warschau und nach dem Wiener Kongress zu Kongresspolen. Heute ist die Region Teil der Woiwodschaft Masowien.